# سافاس غينتسوقلو
سافاس غينتسوقلو (باليونانية: Σάββας Γκέντσογλου) (19 سبتمبر 1990 بأليكساندروبولي في اليونان - ) هو لاعب كرة قدم يوناني في مركز الوسط. شارك مع منتخب اليونان تحت 17 سنة لكرة القدم ومنتخب اليونان تحت 19 سنة لكرة القدم ومنتخب اليونان تحت 21 سنة لكرة القدم. أما مع النوادي، فقد لعب مع أيك أثينا وإيرغوتيليس ونادي باري ونادي سامبدوريا ونادي سبيزيا ونادي ليفورنو ونادي العدالة السعودي نادي باناتشايكي ‏ وA.O. Nea Ionia F.C. ‏.

## وصلات خارجية
- سافاس غينتسوقلو على موقع الاتحاد الأوربي (الإنجليزية)
- سافاس غينتسوقلو على موقع قاعدة بيانات كرة القدم.إي يو (الإنجليزية)
- سافاس غينتسوقلو على موقع Soccerway.com (الإنجليزية)
- سافاس غينتسوقلو على موقع عالم كرة القدم.نت (الإنجليزية)
- سافاس غينتسوقلو على موقع AS.com (الإسبانية)